# Octomeria parvifolia
Octomeria parvifolia är en orkidéart som beskrevs av Robert Allen Rolfe. Octomeria parvifolia ingår i släktet Octomeria och familjen orkidéer. Inga underarter finns listade i Catalogue of Life.